# Col du Monte Croce Carnico
Ne doit pas être confondu avec le col du Monte Croce di Comelico (Kreuzbergpass)
Le col du Monte Croce Carnico (en allemand : Plöckenpass, en frioulan : Pas di Mont di Crôs) est un col de montagne des Alpes carniques, situé à une altitude de 1 357 ou 1 360 m à la frontière entre la région de Frioul-Vénétie Julienne en Italie et le land de Carinthie en Autriche. La route carrossable relie Timau, une frazione de la commune de Paluzza, à Mauthen dans la vallée de la Gail. Lors de la Première Guerre mondiale, le col fut le théâtre des combats acharnés entre les forces armées italiennes et l'armée austro-hongroise.

## Géographie

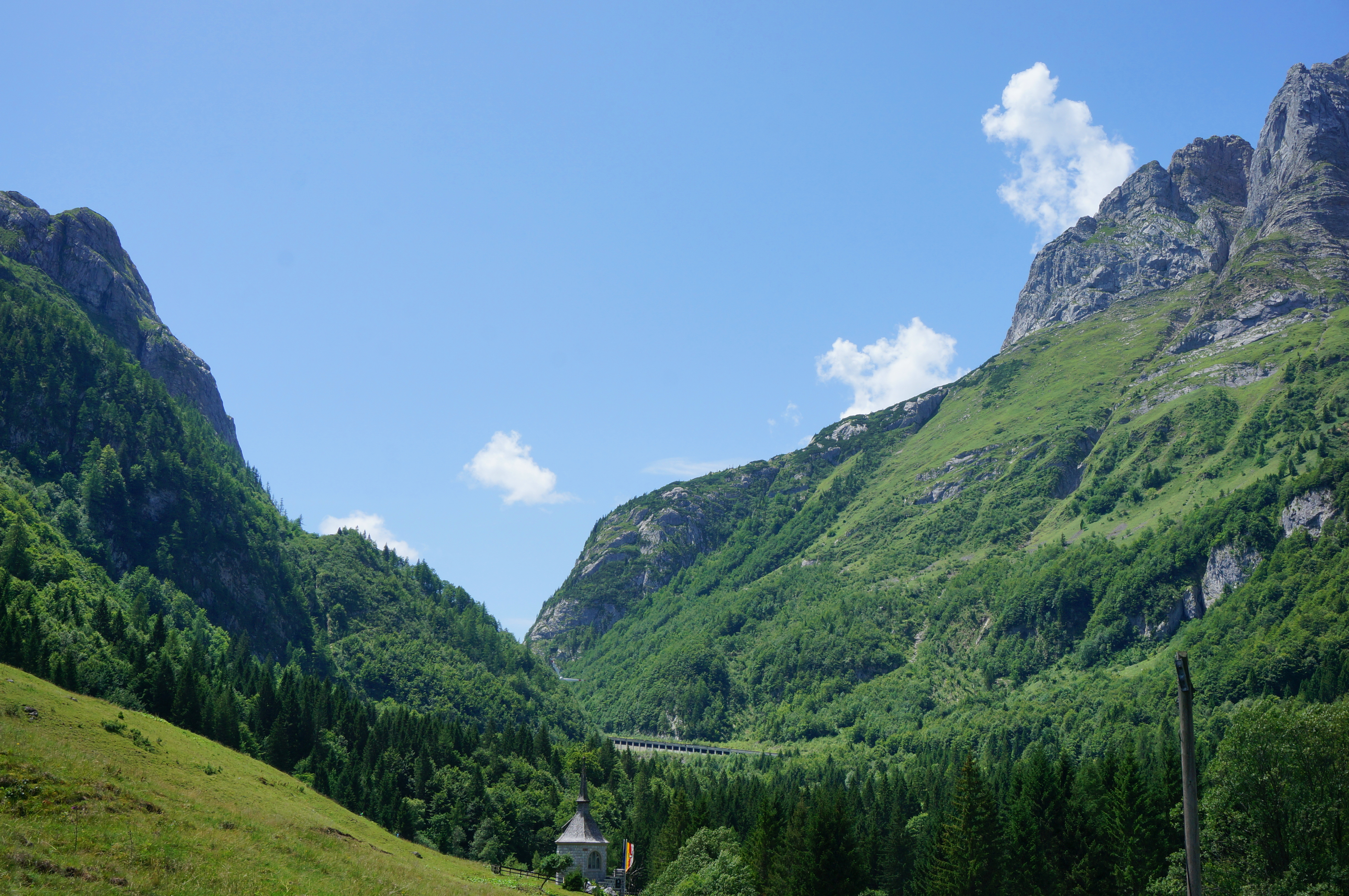
Vue depuis le nord.

Le col correspond à une profonde entaille naturelle de quelques centaines de mètres de long, aux parois abruptes, entre la Creta di Collinetta (Frischenkofel, 2 238 m), à l'ouest, et le Pal Piccolo (Kleiner Pal, 1 866 m), à l'est. Il sépare la vallée du But, affluent du Tagliamento, du côté italien, de celle de la Gail, affluent de la Drave, du côté autrichien. Le sommet du Monte Coglians (Hohe Warte), le point culminant des Alpes carniques à 2 780 m, se trouve à quelques kilomètres vers l'ouest.
La route nationale 52 bis de Tolmezzo en Carnie remonte la vallée du But via Zuglio et Arta Terme, entre sur le territoire de la commune de Paluzza, dont dépend le versant italien du col, et commence l'ascension avant le village de Timau, dernière localité avant le col ; l'ascension se termine par quelques lacets serrés. Du côté autrichien, la route (Plöckenpass Straße, B 110) descend rapidement vers Mauthen, en Carinthie.
L'oléoduc Transalpin (TAL) passe au-dessous du col.

## Histoire
Cette voie a été suivie dès la Préhistoire ; des objets de l'âge du bronze ont été trouvés au nord du col. Elle a certainement été utilisée de manière intensive au temps des Vénétes, comme le prouve la présence d'inscriptions en vénète à Gurina et à Würmlach (près de Mauthen), en Carinthie.
À l'époque romaine, il existait une route qui, d'Aquilée, suivait la vallée du Tagliamento puis celle du But jusqu'à Iulium Carnicum (Zuglio) et, de là, montait jusqu'au col. Au nord, la route continuait jusqu'au municipe d'Aguntum (près de Lienz) dans la province de Norique. Des inscriptions latines ont été trouvées à proximité du col, gravées sur le rocher, comme celles de Respectus (avant 180) et d’Hermias (vers 200), et celle qui fut gravée en 373, sous le règne des empereurs Valens et Valentinien Ier ; ces inscriptions mentionnent des réfections successives de la route. La route est indiquée sur l'Itinéraire d'Antonin, mais ne figure pas sur la table de Peutinger. Elle a sûrement perdu beaucoup d'importance après la destruction d'Aquilée par les Huns en 452. Mais elle est encore suivie par Venance Fortunat en 565, quand il se rend en Gaule pour son pèlerinage au tombeau de saint Martin de Tours.

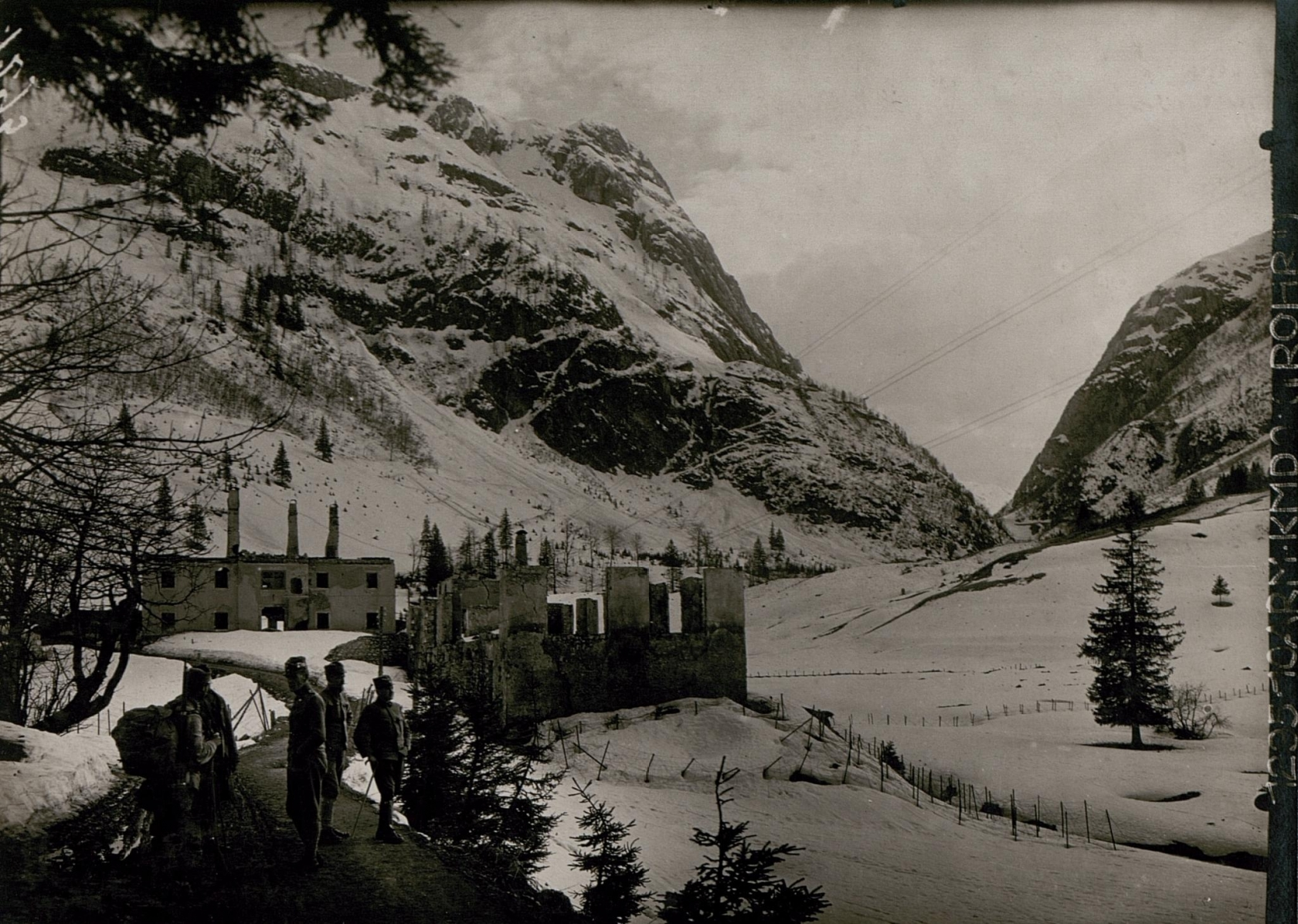
La route sur le col en 1916.

Au Moyen Âge, la route reste en usage, l'un des passages principaux reliant le patriarcat d’Aquilée au duché de Carinthie et le territoire des comtes de Goritz autour de Lienz. Jusqu'à la fin du XIXe siècle, le col est utilisé par des voitures à chevaux. À partir de 1910, l'ascension depuis Mauthen est aménagée sur ordre du gouvernement autrichien. Pendant la Première Guerre mondiale, de 1915 à 1918, une guerre de tranchées se développa après la tentative des Alpins italiens d'avancer vers la vallée de la Gail rencontrant la résistance acharnée des unités spécialisées de l'armée austro-hongroise. Cette section du front italien (Gebirgskrieg) est documentée par plusieurs vestiges, cavernes et galeries visibles aux environs. Après la guerre, la route endommagée au cours des combats reste infranchissable pendant de nombreuses années.